# Oak Hill High School
L'Oak Hill High School est une high school américaine à Oak Hill, en Virginie-Occidentale. Elle est inscrite au Registre national des lieux historiques depuis le 4 septembre 2020.